# Гебелома опоясанная
Гебело́ма опоя́санная (лат. Hebelóma mesophaéum) — гриб рода Гебелома (Hebeloma) семейства Паутинниковые (Cortinariaceae). Ранее род относили к семействам Строфариевые (Strophariaceae) и Больбитиевые (Bolbitiaceae). Съедобен, однако не рекомендуем к употреблению в пищу из-за трудностей в определении.
Научные синонимы:
- Agaricus fastibilis subsp. mesophaeus Pers., 1828 basionym
- Inocybe mesophaea (Pers.) P. Karst., 1879
- Agaricus mesophaeus (Pers.) Fr., 1838
- Inocybe versipellis var. mesophaeus (Pers.) S. Petersen, 1911

Русские синонимы:
- Гебелома буросреди́нная
- Гебелома темнова́тая

## Описание
Шляпка диаметром 4—9 см, от ширококонической до почти плоской формы, с бугорком. Кожица слегка клейкая, в центре каштаново-коричневого цвета, к краям светлее.
Мякоть тонкомясистая, мягкая, беловатая или светло-коричневая, в нижней части ножки буроватая, с горьковатым вкусом и редечным запахом.
Ножка высотой 4—7 см и 0,5—1 см в диаметре, прямая или изогнутая, полая, основание слегка расширенное. Цвет ножки беловатый, в нижней части коричневый.
Пластинки частые, приросшие зубцом, розовато-коричневые.
Остатки покрывал. У молодых грибов пластинки прикрыты паутинистым покрывалом (кортиной), которая иногда оставляет в середине ножки светло-коричневую кольцевую зону, по краям шляпки также могут быть заметны белые обрывки.
Споровый порошок бурый, споры 9×5,5 мкм, миндалевидные, линейно-складчатые.

### Изменчивость
Цвет шляпки бывает от светло-коричневого до буровато-жёлтого, но в центре всегда более тёмный и насыщенный.

## Сходные виды
Те же, что у гебеломы клейкой (Hebeloma crustuliniforme).

## Экологияи распространение
Образует микоризу с различными деревьями, встречается в хвойных, лиственных и смешанных лесах, часто под берёзами, в парках и садах, в местах с травянистым покровом. Иногда встречается на пожарищах. Плодоносит группами.
Сезон конец лета — осень.